# 지선영
지선영(본명: 김종순, 1969년 ~ )은 대한민국의 가수다.
현재 거주지는 대전광역시 서구 월평동이다.

## 학력
- 한남대학교 사회문화대학원
- 우송정보대학 실용음악학과 졸업

## 경력
- 충남교통연수원 전임교수

## 수상
- 전국 각종가요제 우승

## 데뷔
- 2005년 1집 앨범 "넌 내꺼야"

## 음반
- 2005년 1집 넌 내꺼야
- 2015년 2집 사랑비 / 꽃과 나비